# Eriocaulon scorpionensis
Eriocaulon scorpionensis är en gräsväxtart som beskrevs av Pieter van Royen. Eriocaulon scorpionensis ingår i släktet Eriocaulon och familjen Eriocaulaceae.
Artens utbredningsområde är Papua Nya Guinea. Inga underarter finns listade i Catalogue of Life.